# Prosopocera kenyana
Prosopocera kenyana là một loài bọ cánh cứng trong họ Cerambycidae.